# Gus Hall
Pour les articles homonymes, voir Hall.
Gus Hall (né Arvo Kustaa Halberg 8 octobre 1910 – 13 octobre 2000) est un militant et homme politique communiste américain.

## Biographie
Gus Hall est né en 1910 dans le Minnesota et mort en 2000 à Manhattan. Il est le fondateur du syndicat United Steelworkers of America. Au cours de la deuxième peur rouge, il a été inculpé en vertu de la loi Smith et a été condamné à huit ans de prison. Après sa libération, Hall a dirigé le CPUSA pendant plus de 40 ans, adoptant généralement une position marxiste-léniniste orthodoxe. Il se présenta 4 fois à l'élection présidentielle américaine, la dernière en 1984, où il récolta 36 386 voix. En 1980 et 1984, il se présente en duo avec Angela Davis à l'élection présidentielle américaine.